# Copa Titano 2022-23
La Copa Titano 2022-23 fue la edición número 63 de la Copa Titano. La temporada comenzó el 4 de octubre de 2022 y finalizó el 27 de abril de 2023.
Virtus conquistó su 1.º título tras ganar en la final al Tre Penne por el marcador de 3:1.
El equipo campeón garantizó un cupo en la primera temporada de la nueva Liga Europa Conferencia de la UEFA 2023-24.

## Fórmula de disputa
Los quince equipos quedaron sorteados en un sorteo que arranca desde los octavos de final. Los partidos de octavos de final, cuartos de final y semifinales se juegan en partidos de ida y vuelta, con posible prórroga y penales en caso de empate en el placar agregado. La final se juega a partido único. Todos los equipos participantes ingresan a partir de los octavos de final, a excepción del Tre Fiori, ganador de la última edición, que ingresa directamente a cuartos de final. El sorteo se llevó a cabo el 8 de agosto de 2022.

## Fechas
|                   | Fase                     | Ida                        | Vuelta |
| ----------------- | ------------------------ | -------------------------- | ------ |
| Fase eliminatoria |                          |                            |        |
| Octavos de final  | 4 y 5 de octubre de 2022 | 18 y 19 de octubre de 2022 |        |
| Cuartos de final  | 29 de noviembre de 2022  | 13 de diciembre de 2022    |        |
| Semifinales       | 25 de enero de 2023      | 8 de febrero de 2023       |        |
| Final             | 27 de mayo de 2023       | 27 de mayo de 2023         |        |

## Primera ronda
| Fechas            | Local en la ida | Global     | Local en la vuelta | Ida | Vuelta |
| ----------------- | --------------- | ---------- | ------------------ | --- | ------ |
| 4 y 18 de octubre | Fiorentino      | 1:8        | La Fiorita         | 0:5 | 1:3    |
| 4 y 19 de octubre | Cosmos          | 1:2        | Virtus             | 0:1 | 1:1    |
| 4 y 19 de octubre | Domagnano       | 2:8        | Libertas           | 0:2 | 2:6    |
| 5 y 18 de octubre | Faetano         | 3:5        | Murata             | 3:1 | 0:4    |
| 5 y 18 de octubre | San Giovanni    | 2:3 (pró.) | Folgore/Falciano   | 0:0 | 2:3    |
| 5 y 19 de octubre | Tre Penne       | 4:1        | Pennarossa         | 0:0 | 4:1    |
| 5 y 19 de octubre | Juvenes/Dogana  | 3:2        | Cailungo           | 2:1 | 1:1    |

## Cuartos de final
| Fechas                            | Local en la ida | Global     | Local en la vuelta | Ida | Vuelta |
| --------------------------------- | --------------- | ---------- | ------------------ | --- | ------ |
| 29 de noviembre y 13 de diciembre | Tre Fiori       | 2:3        | Virtus             | 1:0 | 1:3    |
| 29 de noviembre y 13 de diciembre | Tre Penne       | 4:3        | Juvenes/Dogana     | 1:3 | 3:0    |
| 29 de noviembre y 13 de diciembre | Murata          | 3:4 (pró.) | Folgore/Falciano   | 1:1 | 2:3    |
| 29 de noviembre y 13 de diciembre | Libertas        | 2:1        | La Fiorita         | 1:1 | 1:0    |

## Semifinales
| Fechas                     | Local en la ida | Global | Local en la vuelta | Ida | Vuelta |
| -------------------------- | --------------- | ------ | ------------------ | --- | ------ |
| 25 de enero y 8 de febrero | Virtus          | 3:1    | Folgore/Falciano   | 3:0 | 0:1    |
| 25 de enero y 8 de febrero | Tre Penne       | 4:0    | Libertas           | 2:0 | 2:0    |

## Final
| 27 de mayo de 2023 | Tre Penne          | 1:3 (1:3) | Virtus                                                           | Campo sportivo di Montecchio, San Marino, San Marino |                           |
| 20:45 (CEST)       | Imre Badalassi 38' | Reporte   | Elia Ciacci 6' · Ivan Buonocunto 32' (pen.) · Matteo Pedrini 35' | Árbitro(s): Antonio Ucini                            | Árbitro(s): Antonio Ucini |

## Goleadores
Actualizado el 27 de mayo de 2023.
| Pos. | Jugador            | Equipo         | Goles |
| ---- | ------------------ | -------------- | ----- |
| 1    | Ivan Buonocunto    | Virtus         | 5     |
| 2    | Marco Bucci        | Libertas       | 4     |
| 3    | Gianluca Benedetti | Juvenes/Dogana | 3     |
|      | Matteo Vitaioli    | La Fiorita     | 3     |
|      | Lorenzo Dormi      | Tre Penne      | 3     |
|      | Riccardo Pieri     | Tre Penne      | 3     |